# Xi Orionis
Xi Orionis (ξ Orionis, förkortat Xi Ori, ξ Ori) som är stjärnans Bayer-beteckning, är en dubbelstjärna belägen i den norra delen av stjärnbilden Orion. Den har en skenbar magnitud på 4,47 och är synlig för blotta ögat där ljusföroreningar ej förekommer. Baserat på parallaxmätning inom Hipparcosuppdraget på ca 5,4 mas, beräknas den befinna sig på ett avstånd på ca 610 ljusår (ca 186 parsek) från solen.

## Egenskaper
Primärstjärnan Xi Orionis A är en blå till vit underjättestjärna av spektralklass B3 IV. Den har en massa som är ca 6,7 gånger större än solens massa, en radie som är ca 3,1 gånger större än solens och utsänder från dess fotosfär ca 1 400 gånger mera energi än solen vid en effektiv temperatur av ca 15 500 K.
Xi Orionis är en spektroskopisk dubbelstjärna med en omloppsperiod på 45,1 dygn och en excentricitet av 0,26.